# Сулу (море)
Сулу (на тагалог: Dagat Sulu; на малайски: Laut Sulu) е междуостровно море на Тихия океан, разположено между островите от Филипинския архипелаг и остров Калимантан. Според международната хидрографска организация границите му са следните:
- на северозапад островите Банги, Балабак, Палаван, Линапакан, Кулион, Бусуанга и др. го отделят, а протоците между тях Балабак, Северен Балабак, Линапакан, Миндоро и др. го свързват с Южнокитайско море.
- на североизток мие бреговете на островите Миндоро, Панай, Гимарас, Негрос и др., а протоците Таблас и Гимарас го свързват съответно с море Сибуян и море Висаян;
- на изток протока между островите Негрос и Минданао го свързва с море Минданао;
- на югоизток мие северозападните брегове на остров Минданао;
- на юг архипелага Сулу го отделя, а протоците между островите му го свързват с море Сулавеси;
- на югозапад мие североизточните брегове на остров Калимантан.[1]

Дължина от север на юг 810 km, ширина до 660 km, площ 335 хил.km2, максимална дълбочина 5576 m, разположена в източната му част. Бреговете му са предимно планински, а на югозапад (остров Калимантан) – равнинни, заблатени, с мангрови гори. На югозапад и юг има множество коралови рифове. Температура на водата от 25,5 °C през зимата до 29 °C през лятото. Соленост 33 – 34,5‰. Температура на дълбочинните води (под 500 m) е по-висока от околните морета – над 10 °C, което се обяснява с това, че протоците свързващи го с Южнокитайско море са плитки (най-дълбок е протока Миндоро 450 m), а тези с останалите морета, още по-плитки и от тях не може да постъпва студена придънна вода. Дънните отложения са основно глобигеринова тиня с примеси от вулканогенни и тиригенни материали. Приливите са неправилни полуденонощни с височина до 2 – 3 m. Силно развит риболов на рифови риби и риба тон. Главни пристанища:
- Филипини – Илоило (на о. Панай), Диполог и Замбоанга (на о. Минданао), Басилан и Холо (на о-вите Сулу), Пуерто Принсеса (на о. Палаван);
- Малайзия – Сандакан (о. Калимантан).[2]